# Sint-Christoffelkathedraal

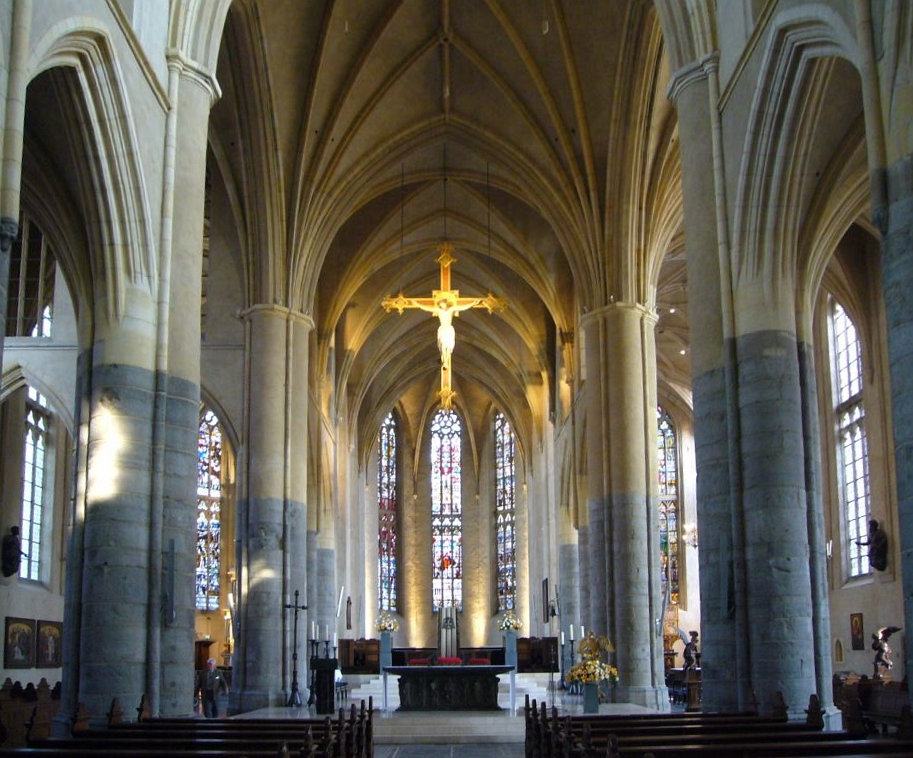
Interieur van de Sint-Christoffelkathedraal

De Sint-Christoffelkathedraal is een gotisch kerkgebouw in de Nederlandse stad Roermond. Het is de kathedraal van het bisdom Roermond.

## Geschiedenis
In 1410 werd met de bouw van een laatgotische kruiskerk begonnen als parochiekerk ter vervanging van een oudere kerk buiten de stad. Later in de vijftiende eeuw werden de bouwplannen van de kerk ingrijpend gewijzigd: het koor werd tot hallenkoor uitgebouwd en het schip werd verbreed van drie naar vijf beuken.
Bij de stadsbrand in 1554 is de kerk (vrijwel) geheel uitgebrand, en later herbouwd.
De Sint-Christoffel werd in 1661 kathedraal van het in 1559 opgerichte bisdom Roermond, nadat de niet nu meer bestaande Heilige Geestkerk korte tijd als zodanig fungeerde. Aan de kerk werd een kathedraalkapittel verbonden dat nog steeds functioneert. In de kerk vinden alle belangrijke gebeurtenissen van het bisdom plaats, zoals priesterwijdingen en de installatie van een nieuwe bisschop.
De kerk heeft zwaar te lijden gehad tijdens de Tweede Wereldoorlog. Oorlogsschade bleef ook de toren niet gespaard: de toen 78 meter hoge toren werd één dag voor de bevrijding opgeblazen door de Duitsers, en is na de oorlog in gewijzigde vorm herbouwd.
Op 13 april 1992 zorgde een aardbeving bij Roermond voor aanzienlijke schade aan de kathedraal. Een renovatie en herinrichting van de kathedraal, mede met het oog op gewijzigd liturgisch gebruik, is in 2001 begonnen en in 2016 vrijwel afgerond.

### Rampen
De kerk en (vooral) de toren hebben al minstens tien rampen meegemaakt:
- 1554: Stadsbrand;
- 1566: Beeldenstorm
- 1572: Plundering door de troepen van Willem van Oranje;
- 1591: Instorting van het gewelf;
- 1614: Stormschade;
- 1892: Torenspits brandt af;[3]
- 1921: Torenspits stort in gedurende een storm;
- 1945: Bombardement;
- 1945: Vernieling torenspits door de Duitsers;
- 1992: Aardbeving;

## Beschrijving

### Ramen
In de kathedraal bevinden zich diverse glas-in-loodramen, van onder meer Joep Nicolas, Max Weiss, Huub Kurvers, Jean Paul Raymond, Leo Reihs, Diego Semprun Nicolas en Annemiek Punt.

### Sint-Christoffelbeeld
Op de kathedraal staat een gouden beeld van Sint Christoffel. Het oorspronkelijke beeld werd door Theodorus Cox gegoten en in 1894 op de kathedraal geplaatst. In 1921 werd de torenspits door een storm verwoest. Het beeld is daarna meerdere keren vervangen, onder meer vanwege stormen, branden en bomschade tijdens de Tweede Wereldoorlog. Het huidige beeld is gemaakt door koperslager Jos Claessens, die ook het eerdere, in de Tweede Wereldoorlog gesneuvelde beeld had vervaardigd.

### Orgel
Het orgel van de kathedraal werd in 1957 gebouwd door de firma L. Verschueren en was, naar het gebruik van die tijd, uitgevoerd met een elektro-pneumatisch speelsysteem. Dat bleek kostbaar in onderhoud en leverde een gevoelloos klavier op.
In september 2014 is de orgelkast leeggehaald voor de start van de orgelrenovatie. De windmachine is totaal vernieuwd en er is een nieuwe speeltafel gebouwd, met mechanische overbrenging. Daarbij wordt de toetsaanslag met houten latjes ('abstracten') overgebracht naar de ventielen, waardoor de organist voelt wat elke toets doet en de klank kan beïnvloeden met zijn toucher. Het systeem is begrijpelijk voor een betrekkelijke leek, zodat de organist zelf kleine reparaties kan doen. De klank van de orgelpijpen is opnieuw afgeregeld en het grenenhouten frame ('lagerwerk') is vernieuwd. In maart 2016 kon de grootste orgelpijp weer teruggeplaatst worden, na inzegening door bisschop Frans Wiertz. Er is toen € 300.000 opgehaald, waarmee in ruim een jaar een bespeelbare, kleine variant van het orgel opgebouwd kon worden. Voor de opbouw van het volledige orgel was toen nog € 150.000 nodig.
| I Hoofdwerk C– |                   |      |
| 1.             | Prestant          | 16′  |
| 2.             | Prestant          | 8′   |
| 3.             | Openfluit         | 8′   |
| 4.             | Nachthoorn Gedekt | 8′   |
| 5.             | Octaaf            | 4′   |
| 6.             | Koppelfluit       | 4′   |
| 7.             | Prestantkwint     | 2/3′ |
| 8.             | Superoctaaf       | 2′   |
| 9.             | Cornet V          | 8′   |
| 10.            | Mixtuur IV-VI     |      |
| 11.            | Scherp III-IV     |      |
| 12.            | Bombarde          | 16′  |
| 13.            | Trompet           | 8′   |
| 14.            | Schalmei          | 4′   |

| II Zwelwerk C– |               |       |
| 15.            | Roerfluit     | 16′   |
| 16.            | Holpijp       | 8′    |
| 17.            | Salicionaal   | 8′    |
| 18.            | Zweving       | 8′    |
| 19.            | Prestant      | 4′    |
| 20.            | Baarpijp      | 4′    |
| 21.            | Roerkwint     | 2/3′  |
| 22.            | Zwegel        | 2′    |
| 23.            | Terts         | 13/5′ |
| 24.            | Mixtuur IV-VI |       |
| 25.            | Cimbel III-IV |       |
| 26.            | Dulciaan      | 16′   |
| 27.            | Trompet harm. | 8′    |
| 28.            | Musette       | 4′    |

| III Kroonwerk C– |               |      |
| 29.              | Bourdon       | 8′   |
| 30.              | Kwintadeen    | 8′   |
| 31.              | Principaal    | 4′   |
| 32.              | Blokfluit     | 4′   |
| 33.              | Spitskwint    | 2/3′ |
| 34.              | Doublette     | 2′   |
| 35.              | Nachthoorn    | 1′   |
| 36.              | Tertiaan II   |      |
| 37.              | Scherp III-IV |      |
| 38.              | Kromhoorn     | 8′   |
| 39.              | Regaal        | 4′   |

| Pedaal C– |                     |        |
| 40.       | Contrebas           | 16′    |
| 41.       | Subbas              | 16′    |
| 42.       | Zachtbas (= Nr. 29) | 16′    |
| 43.       | Kwintbas            | 102/3′ |
| 44.       | Octaafbas           | 8′     |
| 45.       | Gedektbas           | 8′     |
| 46.       | Koraalbas           | 4′     |
| 47.       | Fluitbas            | 4′     |
| 48.       | Ruispijp III-IV     |        |
| 49.       | Bazuin              | 16′    |
| 50.       | Trompet             | 8′     |
| 51.       | Klaroen             | 4′     |
| 52.       | Cornet              | 2′     |

- Koppels: II/I, III/I, III/II, I/P, II/P, III/P